# روابط غیرسیاسی ایران و اسرائیل
روابط غیرسیاسی ایران و فلسطین اشغالی
مجموعه رخدادهایی است که پس از انقلاب ۱۳۵۷ ایران بین ایران و فلسطین اشغالی پیش‌آمد.

## روادید
جمهوری اسلامی برای دارندگان گذرنامه اسرائیلی یا شهروندان کشورهای دیگر که در گذرنامه‌شان مهر ورود به اسرائیل را دارند روادید صادر نمی‌کند. البته در مواردی، برخی از خبرنگاران و روزنامه نگاران اسرائیلی به ایران سفر کرده‌اند. از جمله این افراد می‌توان از آنیکا هرنروث روث استین، اورلی ازولای و لری کوهلر-اسس اشاره کرد.
شهروندان ایرانی برای ورود به اسرائیل نیاز به دریافت مجوز ویژه از دولت اسرائیل دارند. این مجوز به صورت موردی و پس از بررسی‌های امنیتی داده می‌شود. ولیکن در موارد خاص هم ایران و اسرائیل این مقررات را نادیده گرفته‌اند. خاخام اعظم کنونی ایران، یهودا گرامی، در یشیوای آتریز یسرائیل در اورشلیم تحصیل کرده است. پسر مسعود درخشان استادتمام اقتصاد دانشگاه علامه طباطبایی و یکی از مشاوران سعید جلیلی به نام جمشید درخشان در اسرائیل تحصیل کرده است.
در چند سال گذشته برای حل مشکل مهر ورود به اسرائیل در گذرنامه، مهر ورود را نه در گذرنامه بلکه در ورقه دیگری زده می‌شود تا برای کسانی که به اسرائیل سفر می‌کنند مشکلی در سفر به دیگر کشورها پیش نیاید.

## تجاری

### مارک ریچ
در سال ۱۹۷۹ و با تغییر دولت ایران، فروش نفت خام ایران به خارج از کشور با مشکل جدی روبرو شد. در این زمان مارک ریچ تاجر اسرائیلی سوئیسی از طریق شرکت خود گلنکور وارد ایران شد و با دولت جدید ایران روابط تجاری زیادی برقرار کرد. مارک ریچ به مهم‌ترین دلال نفت ایران در عرصه بین‌المللی به مدت ۱۵ سال تبدیل شد. بر اساس گفتار مارک ریچ در کتاب زندگینامه او، او نفت ایران را از طریق یک خط لوله مخفی به اسرائیل می‌برد. او ادعا کرده است که هر دو دولت ایران و اسرائیل از این تجارت آگاه بوده‌اند. او در تهیه اسلحه و مهمات برای دولت ایران در زمان جنگ ایران و عراق نقش بسیار مهمی داشت. به دلیل تجارت گسترده او با ایران در زمان گروگان‌گیری در سفارت ایالات متحده آمریکا، دولت آمریکا او را به ۶۵ فقره جرم از جمله اختلاس مالی و شکستن تحریم‌ها بر علیه ایران محکوم کرد. او سال‌ها در لیست ده نفر مجرم مهم اداره تحقیقات فدرال یا پلیس فدرال آمریکا (اف‌بی‌آی) بود. در سال ۲۰۰۱ در آخرین روز کاری دولت، بیل کلینتون مارک ریچ را مورد عفو قرار داد. بر اساس گزارش‌های زیادی رؤسای پیشین موساد انور ازولای و شبتای شاویت در عفو او نقش مهمی داشتند و این عفو به دلیل فعالیت‌های زیاد مارک ریچ برای اسرائیل و کمک به تهیه اطلاعات برای موساد بوده است.

### بازار پسته
در ۶ فوریه ۱۹۹۸ روزنامه سیاتل تایمز مقاله‌ای منتشر کرد که بر اساس آن واردات پسته اسرائیل از ایران باعث بی‌رونق شدن پسته آمریکایی در اسرائیل شده است. بر اساس گزارش پسته کاران کالیفرنیا از اینکه اسرائیل از ایران پسته وارد می‌کند ناراضی بودند. بر اساس این گزارش نیمی از پسته اسرائیل از انگلستان و آلمان وارده شده است با اینکه این دو کشور تولیدکننده پسته نیستند. اسدالله عسگراولادی در این مقاله در مورد این تجارت گفته است: «این کار به راحتی ممکن است». همچنین در این گزارش ذکر شده است که در سال ۱۹۹۷ میلادی دولت اسرائیل شرکت حماما برادرز (Hamama Borthers) را به دلیل وارد کردن ۱۰۵ تن پسته از ایران در سال‌های ۱۹۹۴ و ۱۹۹۵ جریمه کرده است. در سال ۲۰۰۷ روزنامه واینت بار دیگر گزارش داد که دولت آمریکا از دولت اسرائیل تقاضا کرده است که از واردات گسترده پسته از ایران جلوگیری کند. در سال ۲۰۰۸ ریچارد جونز سفیر آمریکا در اسرائیل در نامه‌ای خطاب به وزیر اقتصاد اسرائیل رانی بار اون خواستار توقف واردات پسته از ایران شد. روزنامه هاآرتص نیز در مقاله مشابهی در این مورد گزارش داد.

### دیگر تجارت‌ها
در سال ۱۹۹۸ دولت اسرائیل ناهوم منبر تاجر اسرائیلی را به دلیل تجارت گسترده با ایران به ۱۶ سال زندان محکوم کرد. در جریان بررسی این پرونده مشخص شد که صدها شرکت اسرائیلی دارای تجارت گسترده با ایران هستند. در سال ۲۰۰۶ روزنامه هاآرتص در مقاله‌ای نوشت که پالایشگاه پاز در اسرائیل بیشتر نفت خام خود را از ایران خریداری می‌کند. در این مقاله نوشته شده است که نفت خام از طریق ایران به هلند و از طریق روتردام به اسرائیل منتقل می‌شود. بر اساس گزارش دیگری در روزنامه هاآرتص وزیر انرژی اسرائیل بنجامین بن الیزر گفته است: «هرگونه رابطه تجاری که با کشورهای متخاصم برقرار شود که به نفع اقتصاد اسرائیل باشد باعث ثبات منطقه خواهد شد.»

### کشاورزی و دامداری
در مقاله ای در روزنامه یهودیان کالیفرنیای شمالی در سال ۱۳۶۷ خاخام موردخای الیاهو گفت آخرین ارتباط غیرمستقیم او با خمینی در زمان جنگ ایران و عراق بوده است در زمانی که ایرانیان قادر به تهیه گوشتی که ذبح اسلامی یا یهودی شده باشد نبودند و گوشتی که اینگونه نباشد را نمیخوردند. او ادامه داد خمینی حاضر شد ۳۰ برابر قیمت عادی پرداخت کند تا گوشت از اسرائیل وارد شود. 
در مقاله‌ای در سال ۲۰۱۱ در روزنامه واینت نیوز، نوشته شد که تجارت بین ایران و اسرائیل بسیار گسترده است. بر اساس این نوشته بیشتر مبادلات از طریق ترکیه، اردن و دبی صورت می‌گیرد. یهوشوا میری رئیس سازمان دوستی اسرائیل و اعراب در این مورد گفته است: «بر خلاف آنچه در ظاهر به نظر می‌رسد رابطه تجاری ما با ایران در حد ده‌ها میلیون دلار آمریکا در سال است.» بر اساس این گزارش بیشتر صادرات ایران به اسرائیل پسته، بادام هندی و سنگ مرمر است. در این حال صادرات اسرائیل به ایران بیشتر لوازم کشاورزی مانند بذر، کود، لوله‌های آبیاری و هورمون‌های افزایش شیر است. اران سیو، مسئول واردات مرمر اسرائیل در این مورد گفته است: «ایرانیان به من پیشنهاد دادند که به قیمت بسیار پایین از طریق ترکیه مرمر بفروشند اما من رد کردم». در ادامه همین گزارش آمده است که در نوامبر ۲۰۰۰ دولت ایران از کارفرمای اسرائیلی که ۳۰ سال پیش سیستم فاضلاب تهران را نصب کرده بود درخواست کرد که برای بازبینی وارد ایران شوند. در همین زمان معاون وزیر جهاد و کشاورزی ایران نیز از تل آویو بازدید کرده و در هتل هیلتون تل آویو اقامت کرد. او ابراز کرد که مایل است از اسرائیل لوازم آبیاری خریداری کند.
در اردیبهشت سال ۱۳۸۸ (آوریل ۲۰۰۹) مشخص شد که چند صد تن پرتقال با مارک یک شرکت اسرائیلی از طریق دبی و با مجوز وزارت بازرگانی ایران و توسط یکی از واردکنندگان اصلی میوه در ایران، وارد ایران شده و در شهرهای تهران و کرج توزیع شده است.

### نفت خام
در تاریخ ۲۴ مه ۲۰۱۱ میلادی، دولت ایالات متحده آمریکا اعلام کرد که هفت شرکت خارجی از جمله یک شرکت اسرائیلی به نام گروه برادران عوفر را به دلیل «تأمین فراورده‌های نفتی ایران» تحریم کرده است. نام شرکت اسرائیلی در حالی در میان شرکت‌های تحریم‌شده دیده می‌شود که ایران و اسرائیل، پس از انقلاب ۱۳۵۷ ایران هیچ‌گونه رابطه رسمی با یکدیگر نداشته‌اند.

### بانک ملی ایران
در سال ۲۰۱۶ خبرگزاری بلومبرگ گزارش داد که محمودرضا خاوری رئیس پیشین بانک ملی ایران و از متهمان فراری پرونده اختلاس ۳ هزار میلیارد تومانی، دارای رابطه تجاری بلند مدت با تاجر ایرانی-اسرائیلی-کانادایی سام میزراهی بوده است. بر اساس این گزارش خشایار خاوری (پسر محمود خاوری)، در زمانی که پدرش رئیس بانک ملی بوده است بر روی چندین پروژه متعلق به میزراهی در تورنتو کانادا از جمله کنیسه یهودی فورست هیل سرمایه‌گذاری نموده و احتمالاً سرمایه این پروژه‌ها از پول‌های اختلاس شده تأمین شده است.

## کشتیرانی
در خرداد سال ۱۳۹۰ (مه ۲۰۱۱) رسانه‌های اسرائیلی گزارش کردند که شرکت «تانکر پاسیفیک - سهامی عام» که متعلق به سام عوفر از شرکت کشتی‌رانی برادران عوفر است، یک فروند کشتی نفت‌کش به نام «رافلز پارک» را در سال ۲۰۱۰ میلادی، به شرکت کشتیرانی جمهوری اسلامی ایران تحویل داده و آن را به ایران فروخته است.

## اینترنت
در ماه دسامبر سال ۲۰۱۱ خبرگزاری بلومبرگ در گزارشی اعلام کرد که بیشتر تجهیزات فیلترینگ اینترنت در ایران از شرکت‌های اسرائیلی تهیه شده است. بر اساس این گزارش تجهیزات فیلترینگ از اسرائیل به دانمارک و از آنجا به تهران منتقل شدند. بر اساس گزارش نام این سیستم نت انفورسر است. بر اساس ارزیابی یک متخصص کامپیوتر آمریکایی این سیستم اجازه جاسوسی از هر دستگاهی که به اینترنت وصل باشد را می‌دهد. بر اساس این گزارش این دستگاه‌ها توسط شرکت اسرائیلی آلوت کامیونیکشنز تولید شده است.

## پزشکی
در سال ۱۳۶۳ لوس آنجلس تایمز گزارش داد که یکی از بستگان نزدیک خمینی برای معالجه به اورشلیم در اسرائیل سفر کرده است.در سال ۱۳۶۶ روزنامه‌های عربی و روزنامه واشینگتن پست گزارش دادند که یکی از بستگان بسیار نزدیک خمینی برای درمان به مرکز پزشکی هدسه در اسرائیل سفر کرده است. دکتر شائول فلدمن رئیس این مرکز در مصاحبه با واشینگتن پست ابراز کرد که مقامهای ایرانی به صورت مرتب به این مرکز سفر می‌کنند و قسمتی از بیمارستان به نام شاخه ایرانی معروف است.
در سال ۱۳۸۷، یک نوجوانی ایرانی مبتلا به بیماری سرطان مغز از طریق ترکیه خود را به اسرائیل رسانید و در بیمارستان تل هشومر درمرکز تل آویو تحت درمان قرار گرفت. دولت اسرائیل ویزای ویژه نامحدودی را از طریق سفارت خود در ترکیه برای این بیمار وخانواده‌اش با وجود داشتن گذرنامه جمهوری اسلامی، صادر کرد.

## عمرانی
میر جاودانفر که از یهودیان ایرانی مقیم اسرائیل است در گزارشی در المانیتور در سال ۲۰۱۳ نوشت که بر اساس نوشته روزنامه یدیعوت احارونوت در سال ۲۰۰۶ تهران اجازه داده بود که متخصصین اسرائیل به بازدید مناطق زلزله زده بروند. بر اساس گزارش متخصصین اسرائیل در زمان عید پسح ۲۰۰۶ در تهران بودند. بر اساس این گزارش دلیل قبول جمهوری اسلامی این بود که بیشتر پل‌های آن منطقه در زمان دودمان پهلوی توسط متخصصین اسرائیلی ساخته شده بود.

## ورزشی
در حال حاضر ورزشکاران ایرانی از سوی حکومت جمهوری اسلامی اجازه رقابت با ورزشکاران اسرائیلی را ندارند. پیش از انقلاب ۱۳۵۷، ایران و اسرائیل به رقابت ورزشی با یکدیگر می‌پرداختند و برای نمونه در رشته فوتبال، ایران و اسرائیل پنج بازی رسمی با یکدیگر داشتند.
پس از انقلاب ایران و در سال ۱۹۸۳ بیژن سیف خانی کشتی‌گیر رشته کشتی فرنگی حریف خود از تیم اسرائیل به نام رابینسون کوناشویلی را در رقابت‌های «کشتی آزاد و فرنگی قهرمان جهان»، در کی‌یف اوکراین شکست داد. بعد از مخابره خبر به تهران، علی‌اکبر ولایتی وزیر وقت امور خارجه ایران، تیم کشتی آزاد و فرنگی را به ایران فرا می‌خواند. تیم کشتی آزاد ایران با شانس مسلم طلا برای محمود کدخدایی دست خالی به ایران بازمی‌گردد تا مبارزه سیف خانی، اولین و آخرین رقابت رسمی دو کشور در مسابقات ورزشی پس از انقلاب محسوب شود.
پس از تغییر در قوانین و اساس‌نامه کمیته جهانی المپیک، روال عدم رویارویی‌ها با ترس از محرومیت‌ها و جریمه‌ها به کلی عوض شد؛ پس از این، ورزشکاران ایرانی عمدتاً با بهانه تراشی‌هایی از قبیل مصدومیت، نرسیدن ویزا و باختن در مسابقه منتهی به حریف اسرائیلی، از رویارویی با ورزشکاران اسرائیلی اجتناب می‌کنند.
علی اکبر ولایتی رئیس هیئت مؤسس و هیئت امنای دانشگاه آزاد در بزرگداشت روز دانشجو در دانشکده فنی مهندسی واحد تهران غرب این دانشگاه در ۱۴ آذرماه ۱۳۹۶ خورشیدی گفت من بازی نکردن مقابل ورزشکاران اسرائیلی را پایه‌گذاری کردم و بنده افتخار می‌کنم پایه‌گذار این اقدام در کشور بودم. این بیانات در واکنش به انتقادات فراوان از ولایتی نسبت به باید ببازی علیرضا کریمی در مسابقات جهانی کشتی امیدهای جهان در سال ۲۰۱۷ میلادی بوده است.
جدول زیر تعدادی از عدم رویارویی‌های ورزشکاران ایران با اسرائیل را نشان می‌دهد.
| تاریخ | نام ورزشکار/تیم                                     | رشته ورزشی           | نام رقابت‌ها                                   | نحوه/نتیجه |
| ----- | --------------------------------------------------- | -------------------- | --------------------------------------------- | --- |
| ۱۳۸۰  | صالح میرزائی                                        | شطرنج                | مسابقات بین‌المللی شطرنج نونهالان              | |
| ۱۳۸۲  | تیم فوتسال دانشجویان                                | فوتسال               | مسابقات جهانی دانشجویان                       | |
| ۱۳۸۲  | تیم ملی گلبال نابینایان                             | گلبال                | تورنمنت بین‌المللی                             | |
| ۱۳۸۳  | آرش میراسماعیلی                                     | جودو                 | المپیک آتن                                    | - عدم حضور در وزن‌کشی به بهانه کمردرد شدید و حذف قبل از آغاز رقابت‌ها - دریافت پاداش صد میلیون تومانی - نام‌گذاری خیابان به اسم آرش میر اسماعیلی - محرومیت ۵ ساله از تمامی پست‌های مدیریتی توسط کمیته انضباطی فدراسیون جهانی جودو                                                           |
| ۱۳۸۳  | وحید هاشمیان                                        | فوتبال               | لیگ قهرمانان اروپا                            | - عدم رویارویی با تیم فوتبال مکابی اسرائیل در بازی رفت و برگشت با بهانه مصدومیت - عدم تمدید قرارداد |
| ۱۳۸۴  | تیم ملی بسکتبال امید ایران                          | بسکتبال              | جام جهانی بسکتبال جوانان در آرژانتین          | - عدم اعزام تیم ملی امید بخاطر همگروهی با اسرائیل بعد از ۵۸ سال انتظار برای راهیابی به مسابقات با بهانه نرسیدن ویزا - مجازات‌های مالی و محرومیت برای بسکتبال ایران |
| ۱۳۸۴  | وحید سرلک                                           | جودو                 | مسابقات جهانی جودو                            | - اجبار به شکست به خاطر پرهیز از احتمال مسابقه با نماینده اسراییل - قول دولت برای دادن خانه و ماشین به سرلک که انجام نشد. - پناهندگی سرلک به آلمان |
| ۱۳۸۵  | عباسعلی اکبری                                       | طناب‌کشی              | در مسابقات جهانی طناب‌کشی                      | |
| ۱۳۸۵  | غلامحسین ذوالقدر                                    | تکواندو              | تورنمنت کرواسی                                | |
| ۱۳۸۶  | فرخنده سلیمانی                                      | تنیس روی میز         | تورنمنت تنیس روی میز                          | |
| ۱۳۸۷  | محمد علیرضایی                                       | شنا (صد متر قورباغه) | المپیک پکن                                    | |
| ۱۳۸۸  | محمد خمسه                                           | تکواندو              | جام جهانی نوجوانان                            | حذف در انفرادی-قهرمانی تیمی |
| ۱۳۸۷  | اشکان دژآگه                                         | فوتبال               | مقدماتی زیر ۲۱ سال جام ملتهای اروپا           | - عدم همراهی تیم ملی آلمان در سفر به تل‌آویو برای بازی با تیم ملی اسرائیل - جنجال گسترده در آلمان |
| ۱۳۸۹  | حامد صداقتی                                         | شمشیربازی            | رقابت‌های جهانی فرانسه، اسلحه اپه              | |
| ۱۳۸۹  | سیدحسین عابدی                                       | شمشیربازی            | رقابت‌های جهانی فرانسه، اسلحه اپه              | |
| ۱۳۸۹  | محمدحسین ابراهیمی                                   | شمشیربازی            | رقابت‌های جهانی فرانسه، اسلحه فلوره            | |
| ۱۳۸۹  | حامد سیاد قنبری                                     | شمشیربازی            | رقابت‌های جهانی فرانسه، اسلحه فلوره            | |
| ۱۳۸۹  | حسین خدادادی                                        | وزنه‌برداری           | رقابت‌های جهانی پیشکسوتان ۲۰۱۰ در لهستان       | - کسب مقام نایب قهرمانی در وزن ۱۰۵ کیلوگرم و در رده سنی ۳۵ تا ۳۹ سال در حالی که نماینده اسراییل قهرمان شد. - رفتن بر روی سکو و عدم دست دادن با حریف اسراییلی - ممنوعیت از فعالیت‌های ورزشی تا پایان عمر                                                                                  |
| ۱۳۹۰  | بشیر باباجان‌زاده                                    | کشتی                 | مسابقات جهانی کشتی فرنگی                      | - عدم ادامه مبارزه برای جلوگیری از دیدار با حریف اسرائیلی در نیمه نهایی با بهانه مصدومیت |
| ۱۳۹۰  | پیمان یاراحمدی                                      | کشتی                 | مسابقات قهرمانی نوجوانان جهان در مجارستان     | - عدم مبارزه مقابل حریف اسرائیلی با بهانهٔ استراحت پزشکی |
| ۱۳۹۱  | علیرضا محجوب                                        | جودو                 | المپیک لندن                                   | - عدم اعزام به مسابقات بعد از حضور نماینده اسرائیل در وزن او |
| ۱۳۹۲  | علیرضا کریمی                                        | کشتی                 | مسابقات قهرمانی جوانان جهان در بلغارستان      | - عدم حضور روی تشک منجر به کسب مدال نقره توسط ورزشکار اسرائیلی - سقوط رتبهٔ تیمی ایران از مکان دوم به سوم |
| ۱۳۹۲  | امیر قاسمی نژاد                                     | جودو                 | رقابت‌های بین‌المللی جایزه بزرگ تفلیس           | - حذف از دیدار رده‌بندی - اکتفا به مقام پنجمی |
| ۱۳۹۴  | احسان قائم‌مقامی                                     | شطرنج                | مسابقات بین‌المللی شطرنج آزاد بازل سوئیس       | حذف از مسابقات |
| ۱۳۹۵  | علیرضا خجسته                                        | جودو                 | المپیک ریو                                    | - عدم اعزام به مسابقات به بهانهٔ مشکلات خانوادگی بعد از حضور نماینده اسرائیل در وزن او - ورزشکار اسرائیلی در دور اول حذف شد |
| ۱۳۹۵  | عرفان آیینی                                         | کشتی                 | مسابقات قهرمانی آزاد جوانان جهان در فرانسه    | - عدم مبارزه مقابل حریف اسرائیلی در دور اول و حذف از مسابقات |
| ۱۳۹۵  | سیدمهدی هاشمی                                       | کشتی                 | مسابقات قهرمانی آزاد نوجوانان جهان در گرجستان | - عدم مبارزه مقابل حریف اسرائیلی در دور اول و حذف از مسابقات |
| ۱۳۹۵  | علیرضا خجسته                                        | جودو                 | مسابقات جایزه بزرگ باکو                       | - عدم مبارزه مقابل حریف اسرائیلی و راهیابی به گروه بازنده‌ها - عدم مبارزه مقابل حریف اسرائیلی در گروه بازنده‌ها و حذف از مسابقات |
| ۱۳۹۶  | علی پاکدامن                                         | شمشیربازی            | مسابقات جام جهانی شمشیربازی مادرید            | عدم مبارزه مقابل حریف اسرائیلی در دور اول و حذف از مسابقات |
| ۱۳۹۶  | احسان قائم‌مقامی                                     | شطرنج                | مسابقات جهانی شطرنج کورسیکای فرانسه           | حذف از مسابقات |
| ۱۳۹۶  | افشین نوروزی و امین احمدیان                         | تنیس روی میز         | مسابقات پینگ پنگ قهرمانی جهان در آلمان        | حذف از مسابقات |
| ۱۳۹۶  | تیم فوتبال کارگری کشت و صنعت نیشکر امیرکبیر خوزستان | فوتبال               | مسابقات جهانی کارگری در لتونی                 | - عدم رویارویی با تیم فوتبال اسرائیل در نیمه نهایی و حذف از مسابقات - صلب حق نامزدی ایران در کمیته فنی هیچ‌یک از رشته ها |
| ۱۳۹۶  | احسان حاج‌صفی و مسعود شجاعی                          | فوتبال               | مقدماتی لیگ اروپا                             | - درخواست جمهوری اسلامی ایران از آن‌ها برای اعتراف نامه وقتی مسعود شجاعی این موضوع را نپذیرفت نام او از تیم ملی فوتبال ایران خط خورد. |
| ۱۳۹۶  | علیرضا کریمی                                        | کشتی                 | مسابقات قهرمانی امیدهای جهان در لهستان        | - باخت مصلحتی از حریف روسیه برای قرارنگرفتن مقابل حریف اسرائیلی - عدم مبارزه مقابل حریف اسرائیلی در گروه بازنده‌ها منجر به کسب مدال برنز توسط ورزشکار اسرائیلی - سقوط رتبه تیمی ایران از سکوی سوم به هشتم                                                                                |
| ۱۳۹۷  | آرین غلامی                                          | شطرنج                | مسابقات برق‌آسای جام ریلتون سوئد               | از دست دادن یک امتیاز این مسابقه و نایب قهرمانی مسابقات با ۷ امتیاز (نماینده فرانسه با ۸امتیاز قهرمان شد) |
| ۱۳۹۸  | سعید ملایی                                          | جودو                 | مسابقات جهانی ۲۰۱۹ ژاپن                       | - شرکت در مسابقات به عنوان دارنده رنکینگ یک جهانی - باخت مصلحتی به حریف بلژیک برای قرارنگرفتن مقابل حریف اسرائیلی - باخت مصلحتی به حریف گرجستان برای قرارنگرفتن بر روی سکو به همراه حریف اسرائیلی - درخواست پناهندگی از آلمان و درخواست برای شرکت در المپیک ۲۰۲۰ به عنوان تیم پناهندگان |
| ۱۳۹۸  | محمد محمدی بریمانلو                                 | جودو                 | مسابقات جهانی ۲۰۱۹ ژاپن                       | - عدم اعزام به مسابقات به بهانهٔ صادر نشدن ویزا بعد از حضور نماینده اسرائیل در وزن او - محمدی دارنده مدال برنز جهان، سال قبل از المپیک ۲۰۲۰، در سن ۲۶ سالگی از ورزش خداحافظی کرد. |

### رقابت‌های برگزارشده با حریفانی از اسرائیل
- با وجود تحریم رقابت با ورزشکاران اسرائیلی، در سال ۱۳۷۹، مهرداد میناوند وقتی پیراهن اشتروم گراتس را می‌پوشید، وادار شد مقابل هاپوئل اسرائیل بازی کند. میناوند در این خصوص گفته که مدیریت باشگاه وی را مجبور به حضور در زمین در بازی رفت کرده ولی در بازی برگشت، با کمک سرمربی از سفر به اسرائیل اجتناب کرده است. میناوند اظهار داشته که به فدراسیون فوتبال مراجعه کرده و شرایط را توضیح داده است. میناوند پس از این اتفاق، هم برای تیم ملی بازی کرد هم در لیگ برتر ایران.[۷۰]
- دربازی‌های المپیک تابستانی ۲۰۰۸ پکن، محمدرضا مینوکده رئیس کمیته داوران فدراسیون جودو ایران قضاوت مبارزه جودوکاری از اسرائیل با روسلان کیشهاکف از روسیه را برعهده گرفت که نتیجه رقابت به نفع ورزشکار اسرائیلی بود. فدراسیون جودو ایران پس از اطلاع از موضوع او را از همه سمت‌هایش برکنار کرد.[۷۱][۷۲]
- سرمربی اسراییلی تیم ملی بسکتبال روسیه و بازیکنان ایران در پایان مسابقه بسکتبال المپیک ۲۰۰۸ با یکدیگر دست دادند. صمد نیکخواه بهرامی در کنفرانس مطبوعاتی وقتی با اصرار خبرنگاران خارجی برای توضیح پیرامون آن اتفاق مواجه شد، گفت: «ما برای بازی کردن در این‌جا هستیم، نه چیز دیگر.» اندکی بعد، از حامد حدادی بازیکن تیم بسکتبال ممفیس گریزلیز یک فایل صوتی منتشر شد که در پاسخ به این سؤال که آیا در لیگ بسکتبال حرفه‌ای آمریکا و در رقابت با بازیکن اسراییلی تیم ساکرامنتو کینگز دست خواهی داد، گفته بود: «بله، چرا که نه؟ شماره پیراهنش چند است؟».[۷۳] حامد حدادی و صمد نیکخواه بهرامی برای این اظهار نظرها به حراست سازمان تربیت بدنی احضار شدند و با وجود انتقاد رسانه‌ها، از تیم ملی کنار گذاشته شدند.[۴۱]
- مسعود اشرفی دبیر کمیته ملی پارالمپیک هم در مراسم توزیع مدال‌های مسابقات بازی‌های پارالمپیک تابستانی ۲۰۰۸ به گردن ورزشکار اسرائیلی مدال آویخت و با وی دست داد. در نهایت اشرفی از سمت خود استعفاء داد.[۷۴]
- در سال ۱۳۸۸ و به مناسبت فرارسیدن سال نو میلادی فدراسیون فوتبال ایران ایمیل تبریکی را به رئیس فدراسیون فوتبال اسرائیل فرستاد و سخنگو و رئیس فدراسیون اسرائیل پاسخی به پیام تبریک دادند و گفتند :سال نو میلادی بر مردم خوب ایران هم مبارک.[۷۵] پس از این رویداد محمد منصور عظیم زاده اردبیلی، رئیس بخش روابط خارجی فدراسیون فوتبال ایران استعفاء کرد.[۷۶]
- در سال ۱۳۹۵، تیم ملی تیراندازی ایران، اولین مدال جهانی خود در تاریخ را در مسابقات جام جهانی آذربایجان با درخشش حسین باقری در بخش ۱۰ متر به دست آورد. این مدال در حالی به دست آمد که نماینده اسرائیل هم در سالن حضور داشت. باشگاه خبرنگاران جوان، در گزارشی تحت عنوان «مدالی که بوی خون می‌دهد» اشاره کرد: «نماینده ایران در یک رقابت هر چند رو در رو نبود اما در یک قاب جدول قرار گرفت و این یعنی حضور رژیم غاصب صهیونیستی در این رقابت به عنوان یک کشور لحاظ شد و باید هرچه سریعتر این موضوع آسیب‌شناسی شود».[۷۷]
- برنا درخشانی در مسابقات شطرنج آزاد جبل الطارق، مقابل شطرنج باز اسرائیلی قرار گرفت که بعد از ارسال خبر مشخص شد وی از ملیت حریف خود بی‌اطلاع بوده است. رئیس فدراسیون شطرنج ایران، مهرداد پهلوان زاده، در این خصوص گفت: «برنا ساکن تهران است. روی میزها پرچم نمی‌گذارند و فقط اسامی را می‌نویسند و خیلی مشخص نیست که با کدام کشور بازی می‌کنند و فقط در سایت نام‌نویسی می‌کنند».[۷۸] با این حال نهایتاً، برنا به همراه خواهرش درسا درخشانی که در این مسابقات بدون حجاب شرکت کرده بود، از تیم ملی اخراج شدند.
- در سال ۱۳۹۶، مسعود شجاعی و احسان حاج‌صفی در رقابت‌های پلی آف لیگ اروپا در ترکیب تیم پانیونیوس یونان مقابل تیم مکابی اسرائیل به میدان رفتند. در نتیجه محمدرضا داورزنی، معاون توسعه ورزش قهرمانی و حرفه‌ای وزارت ورزش و جوانان، اعلام کرد: به دلیل اینکه شجاعی و حاج‌صفی خط قرمز نظام را زیر پا گذاشتند دیگر جایی در تیم ملی فوتبال ایران ندارند.[۷۹] بعد از درخواست توضیح فیفا از فدراسیون فوتبال[۸۰] و کش و قوس‌های فراوان، احسان حاج‌صفی بعد از عذرخواهی به تیم ملی دعوت شد ولی مسعود شجاعی که آن زمان کاپیتان ملی بود، از تیم ملی خط خورد. اما پس از چند ماه دوباره از سوی سرمربی، به تیم ملی فوتبال ایران دعوت شد[۸۱][۸۲]

### واکنش‌ها
موج حمایت‌های مردمی و بازتاب‌های خبری محرومیت‌های حاج‌صفی و شجاعی موجب شد که مسعود سلطانی‌فر، وزیر ورزش و جوانان در نامه‌ای به شورای عالی امنیت ملی، خواستار تعیین تکلیف برای رویارویی غیرمستقیم در برخی رشته‌های ورزشی با ورزشکاران اسراییل شد. اندکی بعد، باخت مصلحتی علیرضا کریمی در مسابقات قهرمانی امیدهای جهان در لهستان که با دستور مستقیم و تکرار چندبارهٔ عبارت «علی! بباز» و «علیرضا باید ببازی» توسط مربیان کنار تشک رقم خورد. پس از انتشار گستردهٔ خبر و حمایت‌های مردمی از کریمی، فدراسیون کشتی ایران، بیانیه پر کنایه‌ای در حمایت از وی صادر کرد که در بخشی از آن به کنایه از این‌گونه عدم رویارویی‌ها عنوان شده است: «این دومین باری است که تو با گذشتن از حق خودت، در مظلومیت تمام، از مظلومیت مردم فلسطین دفاع می‌کنی … مردمی که شاید هیچ‌گاه در جریان این فداکاری تو نباشند». رسول خادم، رئیس فدراسیون کشتی در انتقاد از این وضعیت، خواستار تغییر رویکرد در مواجهه با ورزشکاران اسرائیلی شد: «امروز مهم‌ترین مشکل این است که غیر از خود ورزشکاران اسراییلی، کسی در دنیا متوجه نمی‌شود که چرا ورزشکاران ایرانی در برابر نمایندگان اسراییل مبارزه نمی‌کنند و در نتیجه نه در ابعاد بین‌المللی برد لازم را دارد و نه در داخل تأثیرگذاری گذشته را. برای همین به نظر می‌رسد اگر تصمیم به ادامه این سیاست است، باید به‌روز شود و راهکار دیگری برای این موضوع اندیشید».